# بومادران کم‌گل
بومادران کم‌گل، بومادران پنبه‌ای (نام علمی: Achillea oligocephala) نام یک گونه از سرده بومادران است.